# Syrrhoites lorida
Syrrhoites lorida är en kräftdjursart som beskrevs av J. L. Barnard 1962. Syrrhoites lorida ingår i släktet Syrrhoites och familjen Synopiidae. Inga underarter finns listade i Catalogue of Life.